# George Hay (Grand Ole Opry)
George Hay (Attica, 9 november 1895 - Virginia Beach, 8 mei 1968) was een Amerikaans journalist en radio-omroeper. Hij was de oprichter van de Grand Ole Opry, een van de oudste radioprogramma's voor countrymuziek en het oudste dat tegenwoordig nog steeds wordt uitgezonden.

## Biografie
Na zijn diensttijd begon Hay als journalist voor het Commercial Appeal in Memphis. Hij schreef onder meer columns over rechtszaken waaraan hij de bijnaam Solemn Old Judge overhield.
Toen zijn werkgever in januari 1923 het radiostation WMC oprichtte, stapte hij over en werd hij omroeper voor de late avond en radioredacteur. Hij bracht zijn uitzendingen met flair en gevoel voor show. Tussen de uitzendingen door liet hij bijvoorbeeld het geluid van een fluitende stoomboot horen. In 1924 vertrok hij naar Chicago waar hij host werd voor het radioprogramma National Barn Dance. Nog hetzelfde jaar werd hij door de lezers van het magazine Radio Digest uitgeroepen tot populairste radio-omroeper.
Hierna vertrok hij naar de zender WSM in Nashville, waar hij ambieerde om nogmaals een vergelijkbaar programma te presenteren. In november 1925 had hij de 78-jaar oude fiddler (violist) Uncle Jimmy Thomson in de uitzending die bij de luisteraars veel reacties losmaakte. Hij kondigde daarop aan wekelijks gedurende een uur of twee muziek te zullen brengen uit de old-time music. Ondertussen bedolf hij de kranten onder een stroom van persberichten, waarin hij de trom sloeg met deze vorm van volksmuziek. Zijn programma begon aanvankelijk als WSM Barn Dance. Tegenover WSM, die tot dat moment vooral opera's had uitgezonden, maakte hij de grap dat zijn show eigenlijk een Grand Ole Opry was. De naam pakte en werd vanaf 1927 de naam van het radioprogramma dat tegenwoordig nog steeds wordt uitgezonden.
Hay wordt beschouwd als een kleurrijk, romantisch figuur en een visionair die een essentieel aandeel had in de commerciële aantrekkelijkheid van de countrymuziek. Naast de waardering die hij alom kreeg, maakte hij echter ook zijn bijnaam Solemn Old Judge waar, omdat hij vrijwel niet met zijn tijd meebewoog. Een voorbeeld hiervan waren zijn verzuchtingen tegen het gebruik van elektrische muziekinstrumenten door artiesten uit de toen opkomende countrystijl western swing. Ook ontbrak het hem aan managementkwaliteiten en hem werden steeds meer bevoegdheden afgenomen. Aan het eind van de jaren dertig kreeg hij een zenuwinzinking en bleef hij gedurende achttien maanden thuis.
Hij kwam echter weer geheel terug en speelde in 1940 zelfs nog mee in de film Grand Ole Opry die in Hollywood werd opgenomen. Ook werkte hij in die tijd aan verschillende andere producties en bracht hij in 1945 A story of the Grand Ole Opry uit, een fascinating little book zoals musicoloog Charles Wolfe het omschreef. Gedurende de jaren veertig was hij inmiddels weer uitgegroeid tot de belangrijkste omroeper van de show, met uitzendingen vanaf locaties in het gehele land. Zijn laatste optreden hield hij in 1947 in de Carnegie Hall in New York.
In 1953 werd hij redacteur voor Pickin' and Singin' News, een van de eerste tijdschriften voor countrymuziek. Na zijn vertrek in de Grand Ole Opry werden veel van zijn adviezen in de wind geslagen en vonden er allerlei wijzigingen plaats. Aan het eind van de jaren vijftig verliet hij Nashville in een staat van diepe teleurstelling met als bestemming Virginia Beach. Hier woonde hij nog een jaar of tien tot zijn overlijden in 1968 op 72-jarige leeftijd.
In 1966 werd hij opgenomen in de Country Music Hall of Fame en in postuum in 1992 in America's Old Time Country Music Hall of Fame.